# Love Island
Love Island is een van oorsprong Brits realitydatingprogramma van ITV Studios, het intern productiehuis van ITV. Het programma is een samenwerking tussen Nederland en Vlaanderen en was vanaf 27 mei 2019 elke dag om 21:30 uur te zien in Nederland bij RTL 5 en Videoland, in Vlaanderen op VIER en vanaf seizoen 2 op VIJF. De presentatie van het programma is in handen van Holly Mae Brood en Viktor Verhulst. Het tweede seizoen was weer in handen van Holly Mae Brood en Viktor Verhulst en startte op 31 augustus 2020. Een derde seizoen, opnieuw gepresenteerd door Brood en Verhulst, startte op 11 juli 2022 bij Videoland en Streamz.
Sinds 2019 wordt er ook een editie van het programma uitgezonden die enkel in Nederland te zien is bij Videoland onder de titel Love Island Nederland.

## Format
Love Island is een programma waarin een aantal jonge singles wordt gevolgd tijdens hun verblijf in een luxueus vakantiehuis op een idyllisch eiland. Ze hopen de ware liefde te vinden tijdens hun "summer of love", waarbij ze dag en nacht onder toezicht staan van camera's. Om zo lang mogelijk op het eiland te mogen blijven, moeten de singles koppels vormen. De kijkers kunnen online stemmen op de koppels. Wie faalt of niet populair genoeg is, riskeert het programma te moeten verlaten.
De winnaars maken kans op een geldbedrag van € 25.000. Degene die de omslag trekt met het bedrag erin moet kiezen om het te delen of het voor zichzelf te houden.

### Geschiedenis
Het programma werd door ITV in 2005 een eerste maal uitgezonden als Celebrity Love Island waarbij de deelnemers bekende mediafiguren waren, een tweede seizoen in 2006 werd als Love Island geproduceerd, met niet vooraf gekende deelnemers.
ITV hernam de serie in 2015 voor alvast vijf nieuwe seizoenen en wist de reeks ook internationaal te verkopen, onder meer aan RTL II in Duitsland dat sinds 2017 twee seizoenen uitzond, Channel Nine in Australië, TV4 uit Zweden en Sub in Finland waar in de drie landen sinds 2018 twee seizoenen werden opgenomen, en TV3 uit Denemarken, RTL Klub uit Hongarije, Three uit Nieuw-Zeeland en TV3 uit Noorwegen waar een seizoen reeds werd uitgezonden. CBS kocht voor de Amerikaanse markt alvast het format aan.

## Love Island Nederland & België

### Seizoen 1
Seizoen 1 startte op 27 mei 2019 en was dagelijks te zien om 21:30 uur bij RTL 5, Videoland en VIER (van maandag tot en met zaterdag een reguliere aflevering en op zondag een weekoverzicht (Weekly Hotlist)).

#### Winnaars
Ex-voetballer Denzel Slager en hostess Aleksandra Jakobczyk wonnen het eerste seizoen. Ze gingen naar huis met een bedrag van €25 000.

#### Reünie-aflevering
Op 19 september 2019 verscheen er een Love Island-reünie aflevering exclusief op Videoland. Hierin kwamen eerst alle finalisten en de laatste twee afvallers aan bod. Ze blikten terug op hun tijd in de villa en er werd onthuld wie er nog samen waren. Later kwamen bijna alle andere inwoners en werden met de spraakmakende deelnemers gesprekken gevoerd. De reünie-aflevering werd afgesloten met een feest.

#### NaLove Island
Vier koppels zaten in de finale van Love Island en gingen ook na Love Island verder als koppel. Al deze koppels waren ruim een jaar later weer uit elkaar.

### Seizoen 2
Seizoen 2 startte op 31 augustus 2020 en was dagelijks te zien om 21:30 uur bij RTL 5, Videoland en VIJF (van maandag tot en met zaterdag een reguliere aflevering en op zondag een weekoverzicht, die in dit seizoen werd hernoemd naar Aftersun).

#### Winnaars
Voetballer Mert Okatan en hostess en DJ Joan Pronk wonnen het tweede seizoen. Ze gingen naar huis met een bedrag van €25 000.

#### NaLove Island
Vier koppels zaten in de finale van Love Island en gingen ook na Love Island verder als koppel. Bijna een jaar na de finale maakten de winnaars bekend dat hun relatie weer voorbij was. Eilish en Gianni zetten 2 jaar na hun deelname een punt achter hun relatie. Ze waren van alle ‘Love Island’-koppels het langst samen.

### Seizoen 3
Seizoen 3 startte op 11 juli 2022 en was van maandag tot en met zaterdag te zien om 20:00 uur bij Videoland en Streamz. Opmerkelijk aan dit seizoen was dat er 10 singles meededen die al eerder deelnamen aan vorige seizoenen.

#### Winnaars
DJ Cas Hooijer en model Jotti Verbruggen wonnen het derde seizoen. Ze gingen naar huis met een bedrag van €25 000.

#### NaLove Island
Vier koppels zaten in de finale van Love Island en gingen ook na Love Island verder als koppel. Bijna 3 maanden na de finale maakten de winnaars bekend dat hun relatie weer voorbij was. Anno 2023 zijn alle koppels behalve Lio en Marvin, die niet in de finale zaten, uit elkaar. In 2023 kondigden deze zelfs aan in verwachting te zijn van hun eerste kindje.

#### Valentijnsdagspecial
Op 10 februari 2023 verscheen er een Love Island-Valentijnsdagspecial op Videoland en Streamz onder de naam Love Island Valentine's Reunion. Hierin kwamen alle finalisten van seizoen 3 en enkele speciale gasten aan bod. Ze blikten terug op hun tijd in de villa en er werd onthuld wie er nog samen waren.

### Seizoen 4
Seizoen 4 startte op 21 augustus 2023 en was van maandag tot en met zaterdag te zien om 20:00 uur bij Videoland en Streamz.

#### Winnaars
Model Kengi Meert en onderneemster Kimmy de Weerd wonnen het vierde seizoen. Ze gingen naar huis met een bedrag van €25 000.

#### NaLove Island
Drie koppels zaten in de finale van Love Island en gingen ook na Love Island verder als koppel. Anno 2023 zijn alle koppels uit elkaar. Finalekoppels Jonna en Nycole en Garbi en Junar waren beiden een week na de finale al uit elkaar.

## Achtergrond

### Voice-over
Ondanks de coproductie tussen Nederland en België wordt in elk land gebruik gemaakt van een andere voice-over. Toen het programma begon verzorgde Jeroen Verdick de Belgische voice-over en Rinie van den Elzen de Nederlandse voice-over. Beide voice-overs kregen van de kijkers in hun land kritiek. In Nederland was de kritiek nog meer waardoor er gekozen werd Rinie van den Elzen na de eerste week te vervangen door Kaj van der Ree. Vanaf het tweede seizoen werd Van der Ree vervangen door Sander Lantinga.

## Love Island Nederland

### Seizoen 1
Doordat het eerste seizoen online een groter succes was dan op de Nederlandse televisie werd er door RTL besloten om een seizoen exclusief voor Videoland te maken. Dit is in tegenstelling tot het eerste seizoen geen coproductie tussen Nederland en België, het is enkel door Nederland geproduceerd. Het eerste seizoen van Love Island Nederland werd gepresenteerd door Monica Geuze en startte op 23 september 2019. Het eerste Videoland-seizoen werd gewonnen door het koppel Daniël en Floor.

### Seizoen 2
Op 1 mei 2021 werd bekend dat er een tweede seizoen van Love Island Nederland kwam bij Videoland. Dit seizoen van Love Island Nederland ging op 24 mei 2021 van start en werd gepresenteerd door Holly Mae Brood, die ook de Nederlands/Belgische versie presenteert.

#### Kerstspecial
Op 24 december 2021 verscheen er een Love Island-kerstspecial op Videoland onder de naam Love Island Xmas Reunion. Hierin kwamen alle finalisten van seizoen 2 en enkele speciale gasten aan bod. Ze blikten terug op hun tijd in de villa en er werd onthuld wie er nog samen waren.